# Christina Bauer

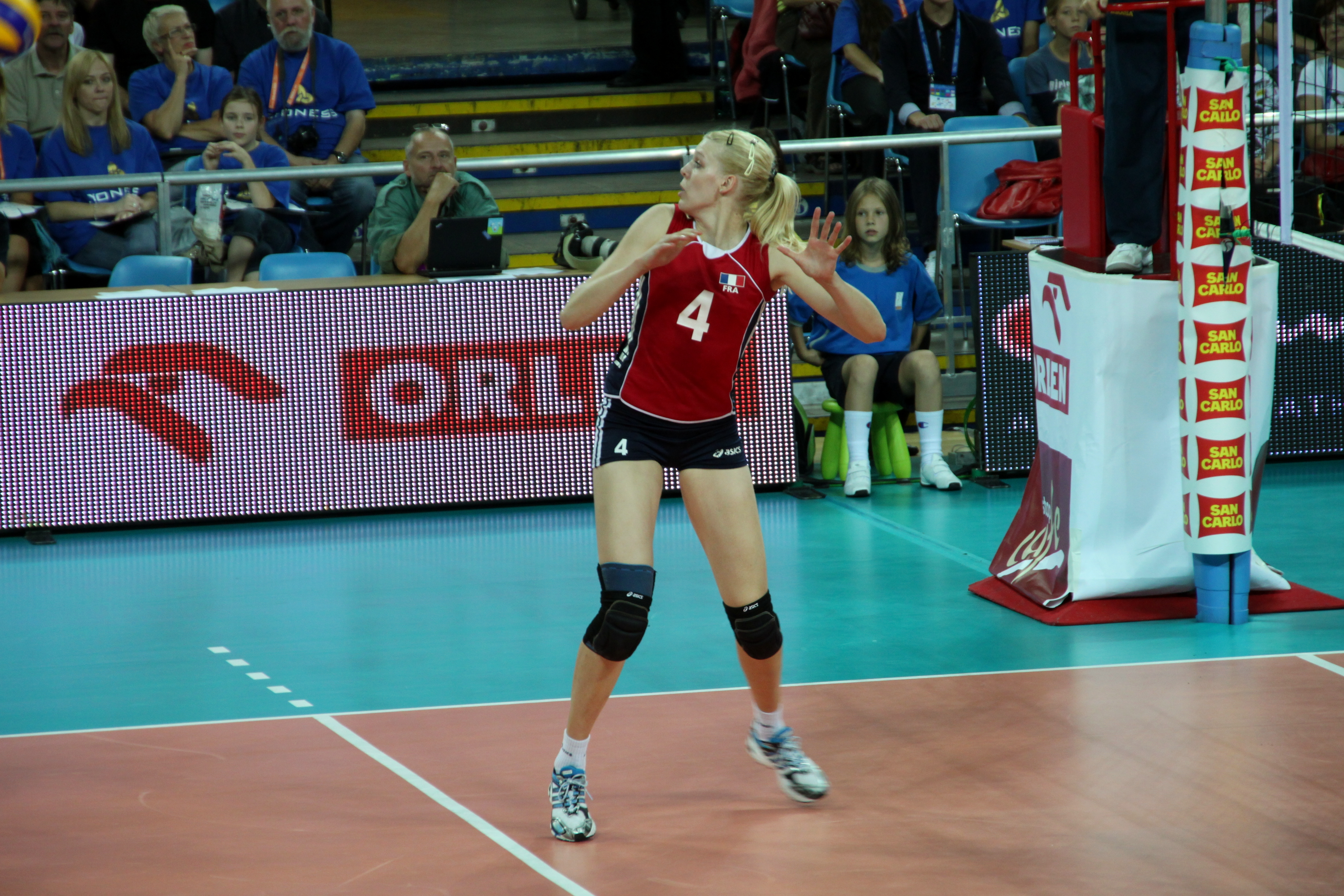
Christina Bauer reprezentantką Francji w 2009 roku

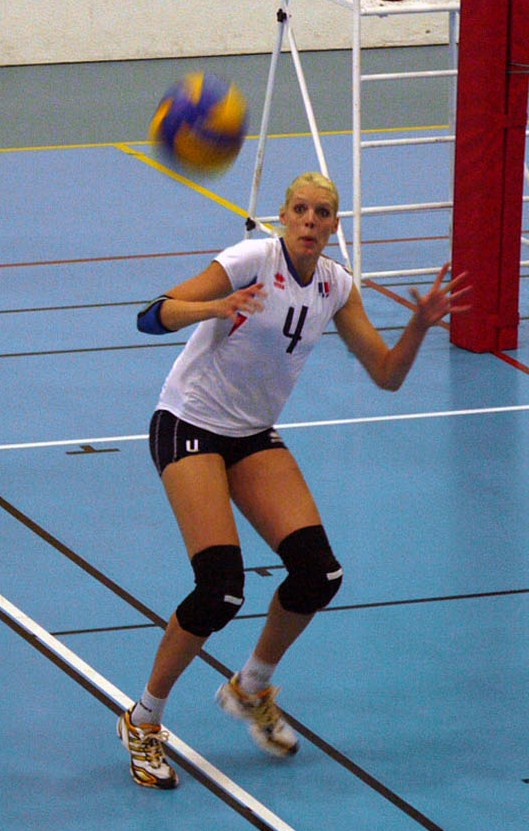
Christina Bauer reprezentantką Francji w 2010 roku

Christina Bauer (ur. 1 stycznia 1988 w Bergen w Norwegii) – francuska siatkarka pochodzenia norweskiego. Od 2007 roku reprezentantka Francji, grająca na pozycji środkowej.

## Życie prywatne
Pochodzi ze sportowej rodziny. Jej tata Jean-Luc Bauer był francuskim siatkarzem, a mama Tone Bauer byłą norweską piłkarką ręczną. Chociaż urodziła się w Norwegii, to od najmłodszych lat wychowywała się we Francji.

## Przebieg kariery
| Lata      | Klub                           |
| --------- | ------------------------------ |
| 1998–2000 | Pfastatt Volley                |
| 2000–2004 | VB Club Kingersheim            |
| 2004–2010 | ASPTT Mulhouse                 |
| 2010–2013 | Yamamay Busto Arsizio          |
| 2013–2015 | Fenerbahçe SK                  |
| 2015–2016 | River Volley Piacenza          |
| 2016–2017 | Volksbank Südtirol Bolzano     |
| 2017–2019 | RC Cannes                      |
| 2020–2021 | ASPTT Mulhouse                 |
| 2021–2022 | Bartoccini Fortinfissi Perugia |
| 2022–     | Pays d'Aix Venelles            |

## Sukcesy klubowe
Mistrzostwo Francji:
- 2019, 2021
- 2007, 2008, 2009, 2010, 2018

Puchar Włoch:
- 2012

Puchar CEV:
- 2012, 2014

Mistrzostwo Włoch:
- 2012
- 2016

Superpuchar Włoch:
- 2012

Liga Mistrzyń:
- 2013

Mistrzostwo Turcji:
- 2015
- 2014

Puchar Turcji:
- 2015

Puchar Francji:
- 2018, 2021

## Nagrody indywidualne
- 2008: MVP ligi francuskiej w sezonie 2007/2008